# Мокин, Аркадий Михайлович
Аркадий Михайлович Мокин (16 марта 1926 — 31 августа 1994) — советский хозяйственный деятель и организатор промышленности, директор Юргинского машиностроительного завода МОМ СССР.

## Биография
Родился 16 марта 1926 в деревне Красный Яр Частинского района Пермской области.
Окончил Воткинский машиностроительный техникум — техник-технолог (1943); и Ленинградский военно-механический институт — инженер (1950).
С 1950 по 1978 работал на Юргинском машиностроительном заводе в городе Юрга Кемеровской области. Трудовой путь: инженер ЦЗЛ, заместитель начальника ОТК, начальник ОТК, начальник производства, главный инженер завода. С 1968 по 1978 — директор завода. Член КПСС. Многократно избирался депутатом Юргинского городского Совета депутатов трудящихся и Кемеровского областного Совета депутатов трудящихся.
С 1978 по 1987 — начальник 4-го Главного управления Министерства общего машиностроения СССР. С 1987 по 1993 — в НИИ технологии машиностроения (г. Москва), ведущий инженер.
Специалист, руководитель работ в области производства артиллерийских систем и стартовых комплексов.
Руководил изготовлением опытных образцов и организацией серийного производства оборудования для систем У19, У21, У79, М16, П81, а также по темам «Союз», «Протон-М», «Сапфир», «Вулкан». При его участии освоено новое производство системы П961 по теме «Энергия — Буран» и др.
С 1993 года на пенсии. Скончался 31 августа 1994 года в Москве. Похоронен на Троекуровском кладбище.

## Награды
- Лауреат Государственной премии СССР за 1977 (14.04.1977)[источник не указан 592 дня].
- Орден Ленина (26.07.1966)
- Орден Октябрьской революции (26.12.1984)
- Орден Трудового Красного Знамени (26.04.1971), (25.03.1974)
- Медаль «За трудовое отличие» (20.04.1962)
- Медаль «В ознаменование 100-летия со дня рождения Владимира Ильича Ленина» (24.03.1970)